# Хомченовский, Владимир Антонович
Владимир Антонович Хомченовский (06.08.1920, Витебская область — 19.12.1942, Витебская область) — заместитель командира партизанского отряда в Витебской области. Герой Советского Союза (1965).

## Биография
Родился 6 августа 1920 года в деревне Пироги Дубровенского района Витебской области.
Участник Великой Отечественной войны с августа 1941 года. 19 декабря 1942 года вместе с группой попал в засаду. Прикрывал отход, не желая сдаваться в плен, застрелился.
Указом Президиума Верховного Совета СССР от 8 мая 1965 в канун 20-летия Победы советского народа над вражеской Германией за особые заслуги в борьбе против немецко-вражеских захватчиков в тылу противника и проявленные при этом отвагу и геройство Хомченовскому Владимиру Антоновичу посмертно присвоено звание Героя Советского Союза.
Похоронен в братской могиле г. п. Россоны.

## Награды и звания
- Герой Советского Союза (1965), посмертно
- Медаль «Золотая Звезда»
- Орден Ленина

## Память
- Бюст Героя в Минске (пр-т Жукова, 27). Оцифрован 22.06.2023[1]
- Памятник в деревне Пироги.
- Имя Героя присвоено одной из улиц в Россонах.
- Мемориальная доска в Россонах.
- Имя Героя в 1975 году присвоено средней школе в Клястицах Россонского района[2]. Одна из экспозиций в школьном музее посвящена В. А. Хомченовскому.
- Экспозиция в Белорусском государственной музее истории Великой Отечественной войны[3].